# Der Komet (1984)
Der Komet (auch: Der Komet – Der Tod kommt aus dem All, en. orig.: Night of the Comet) ist eine Horror-Filmkomödie von Thom Eberhardt aus dem Jahr 1984. Der Film kam nicht in die deutschen Kinos und erschien 1986 auf Video.

## Handlung
Beim Vorbeizug eines Kometen an der Erde wird beinahe die gesamte Menschheit durch einen unbekannten Effekt ausgelöscht. Die Opfer, von denen sich viele im Freien aufgehalten haben, um das angekündigte Naturschauspiel zu sehen, zerfallen zu rotem Staub. Zu den wenigen Überlebenden in Los Angeles gehören die 18-jährige, energische Regina, ihre 16-jährige, naive Schwester Samantha sowie der junge Trucker Hector – sie alle hatten sich zufällig in einem faradayschen Käfig aufgehalten. Menschen, die der Strahlung nur schwach ausgesetzt waren, verwandeln sich in blutrünstige Mutanten.
Nach dem anfänglichen Schock versuchen die Mädchen, das Beste aus der Situation zu machen, und plündern ein Kaufhaus, während Hector ins nahegelegene San Fernando aufbricht, um seine Familie zu suchen. Er kann jedoch niemanden finden und muss annehmen, dass sie tot ist. In der Zwischenzeit geraten Reggie und Sam mit einer organisierten Bande von Mutanten aneinander. Anfangs können sie sich mit List und Waffengewalt verteidigen, schließlich werden sie aber gefangen genommen. Die Mutanten wollen ihre sadistischen Neigungen an ihnen ausleben.
Die Mutantengruppe wird jedoch bald von einer Gruppe von Wissenschaftlern eliminiert. Diese hatten sich in einem unterirdischen Bunker in der Wüste von Nevada vor dem Kometen in Sicherheit gebracht. Sie treten als Retter auf und verheimlichen, dass sie durch eine Panne in der Bunkertechnik auch von den Auswirkungen des Kometen betroffen sind und langsam mutieren. In der Hoffnung auf ein Heilmittel zapfen sie gesunden Überlebenden Blut ab; die „Blutspender“ werden zu diesem Zweck ermordet (Hirntod). Ungeeignete „Exemplare“ werden an Ort und Stelle ermordet – Samantha entgeht diesem Schicksal nur durch die Hilfe einer Wissenschaftlerin mit Gewissensbissen, die zu ihrer Befreiung einen Kollegen tötet und anschließend Suizid begeht.
Regina wird in die unterirdische Anlage gebracht, kann sich aber befreien und entdeckt die finsteren Pläne der Wissenschaftler-Mutanten. Mit Hilfe von Samantha und Hector, die ihr gefolgt sind, kann sie sich und zwei kleine, ebenfalls zur „Blutspende“ vorgesehene Kinder befreien und die Obermutanten umbringen.
Im menschleeren San Francisco bilden Regina, Hector und die beiden Kinder eine klischeehafte Kleinfamilie – als noch ein weiterer gesunder Überlebender als Partner für Samantha auftaucht, ist das Happy End komplett.

## Zitat
„Die Kids sahen (die Story) als ein großes Abenteuer, die Eltern bemerkten den ironischen Aspekt. […] Ein Beispiel dafür ist Kellis Monolog über ihre Hoffnung, von einem bestimmten Jungen zu einem Date eingeladen zu werden, aber leider wurde er von dem Kometen zu Staub verwandelt […]“

## Kritiken
- „automatische Waffen, Karategriffe […] sehr campige Wissenschaftler […] und falls das und die Cheerleader nicht spannend sein sollten, vorsorglich noch zwanzig Songs dazugepackt.“ (Time Out Film Guide[2])
- „Warum nur schaut sowas niemand mehr an?!“ (eFilmCritic.com[3])